# Mesochorus
Mesochorus is een geslacht van vliesvleugelige insecten (Hymenoptera) uit de familie van de gewone sluipwespen (Ichneumonidae). De wetenschappelijke naam van het geslacht werd in 1829 gepubliceerd door Johann Ludwig Christian Gravenhorst. Mesochorus splendidulus Gravenhorst, 1829 (= Mesochorus stigmator (Thunberg 1822)), werd in 1833 door John Curtis  als typesoort geselecteerd.

## Hyperparasitisme
Mesochorus behoort tot de onderfamilie Mesochorinae, waarvan bijna alle soorten hyperparasitoïden zijn, dus parasitoïden van soorten die zelf parasiteren op andere soorten. Zo is Mesochorus curvulus in Noord-Amerika een hyperparasitoïde van schildwespen uit het geslacht Peristenus, die parasiteren op blindwantsen uit het geslacht Lygus. In Europa is Mesochorus nigripes (=Mesochorus arenarius) een hyperparasitoïde van gewone sluipwespen uit het geslacht Bathyplectes, die parasiteren op snuitkevers uit het geslacht Hypera.

## Soorten
- M. abolitus Brues, 1910
- M. aboriginalis Brues, 1910
- M. abraxator Schwenke, 1989
- M. abruptus Dasch, 1974
- M. absonus Dasch, 1974
- M. aculeatus Dasch, 1974
- M. aculeus Schwenke, 2002
- M. acuminatus Thomson, 1886
- M. acutus Schwenke, 1999
- M. aestivus Dasch, 1974
- M. aggestus Schwenke, 2002
- M. aggressor Fonscolombe, 1852
- M. agilis Cresson, 1865
- M. agnellonis Schwenke, 1999
- M. agnesiae Kittel, 2016
- M. alajuelicus Dasch, 1974
- M. alaskensis Dasch, 1971
- M. albarascae Schwenke, 1999
- M. alberstonae Kittel, 2016
- M. albicinctus Dasch, 1974
- M. albifacies Schwenke, 1999
- M. albionis Schwenke, 1999
- M. albipes Thomson, 1886
- M. albolimbatus Schwenke, 1999
- M. alpestris Dasch, 1974
- M. alpigenus Strobl, 1904
- M. alternus Schwenke, 1999
- M. altissimus Constantineanu & Mustata, 1969
- M. alveus Schwenke, 1999
- M. amabilis Dasch, 1974
- M. americanus Cresson, 1872
- M. amnicolaris Schwenke, 1999
- M. amoenus Dasch, 1974
- M. anglicus Schwenke, 1999
- M. angularis Dasch, 1974
- M. angustatus Thomson, 1886
- M. angustistigmatus Dasch, 1974
- M. anhalthinus Schwenke, 2002
- M. annulatus Dasch, 1974
- M. anomalus Holmgren, 1860
- M. antefurcalis Constantineanu & Voicu, 1975
- M. anthracinus Kriechbaumer, 1890
- M. antilliensis Dasch, 1974
- M. apantelis Dasch, 1971
- M. applanatus Dasch, 1971
- M. aquilonis Schwenke, 1999
- M. aquilus Dasch, 1974
- M. aquoreus Dasch, 1974
- M. aranealis Schwenke, 1999
- M. aranearum Ratzeburg, 1852
- M. araucoensis Dasch, 1974
- M. arcticus Dasch, 1971
- M. arduus Schwenke, 1999
- M. arenarius (Haliday, 1838)
- M. areolaris Ratzeburg, 1852
- M. areolatus Provancher, 1883
- M. argentinicus Dasch, 1974
- M. argus Schwenke, 1999
- M. argutus Dasch, 1974
- M. arietinus Schwenke, 1999
- M. artus Schwenke, 1999
- M. asperifrons Dasch, 1971
- M. asymmetricus Dasch, 1974
- M. ater Ratzeburg, 1848
- M. atratus Dasch, 1974
- M. atricoxalis Kusigemati, 1985
- M. atriventris Cresson, 1872
- M. attenuatus Dasch, 1974
- M. aulacis Dasch, 1974
- M. aurantiacus Dasch, 1974
- M. aureus Dasch, 1974
- M. bahiae Dasch, 1974
- M. balteatus Dasch, 1971
- M. basalis Curtis, 1833
- M. basilewskyi Benoit, 1955
- M. bavaricus Schwenke, 1999
- M. bellus Dasch, 1971
- M. betuletus Schwenke, 1999
- M. bicinctus Schwenke, 1999
- M. bicolor Schwenke, 1999
- M. bilineatus Thomson, 1886
- M. bipartitus Schwenke, 1999
- M. bituberculatus Dasch, 1974
- M. blanditus Dasch, 1974
- M. bocainensis Dasch, 1974
- M. boliviensis Dasch, 1974
- M. boreomontanus Schwenke, 1999
- M. boreus Schwenke, 1999
- M. bracatus Schwenke, 1999
- M. brasiliensis Dasch, 1974
- M. brevicaudus Sheng, 2009
- M. brevicollis Thomson, 1886
- M. brevipetiolatus Ratzeburg, 1844
- M. britannicus Schwenke, 1999
- M. broccus Dasch, 1974
- M. brullei Dasch, 1974
- M. bucculentus Dasch, 1971
- M. bulbosus Dasch, 1974
- M. bulgaricus Schwenke, 1999
- M. bullatus (Dasch, 1974)
- M. caccabatus Dasch, 1974
- M. cacuminis Schwenke, 1999
- M. calais Viereck, 1917
- M. calidus Schwenke, 1999
- M. caligator Schwenke, 1999
- M. callidus Dasch, 1974
- M. callis Schwenke, 1999
- M. campestris Schwenke, 1999
- M. canalis Schwenke, 1999
- M. canaveseus Schwenke, 1999
- M. capeki Schwenke, 2002
- M. carceratus Brues, 1910
- M. carinatus Schwenke, 1999
- M. cariniferus Benoit, 1955
- M. carinifrons Dasch, 1974
- M. carintiacus Schwenke, 2004
- M. carolinensis Dasch, 1971
- M. castaneus Uchida, 1933
- M. castellanus Schwenke, 1999
- M. cataclysmi Brues, 1910
- M. cestus Dasch, 1974
- M. cimbicis Ratzeburg, 1844
- M. cinctus Schwenke, 1999
- M. cingulatus Dasch, 1974
- M. circinus Dasch, 1974
- M. claristigmaticus Morley, 1913
- M. clarus Schwenke, 1999
- M. clinatus Dasch, 1974
- M. coartatus Schwenke, 2002
- M. cognatus Schwenke, 1999
- M. columbiae Dasch, 1974
- M. columbinus Schwenke, 1999
- M. complanatus (Haliday, 1839)
- M. compressus Dasch, 1974
- M. comptus Dasch, 1974
- M. concavus Dasch, 1974
- M. concolor Szepligeti, 1914
- M. confusus Holmgren, 1860
- M. conicus Dasch, 1974
- M. conjunctus Dasch, 1974
- M. conspicuus Schwenke, 2002
- M. constrictus Schwenke, 2002
- M. contractus Ratzeburg, 1848
- M. convallis Schwenke, 2002
- M. convergens Sun & Sheng, 2009
- M. convexus Dasch, 1974
- M. coreensis Lee & Suh, 1991
- M. coronatus Dasch, 1971
- M. costaricensis Dasch, 1974
- M. cracentis Dasch, 1974
- M. crassimanus Holmgren, 1860
- M. crassipes Brischke, 1880
- M. cristatus Dasch, 1974
- M. cubensis Dasch, 1974
- M. culmosus Dasch, 1974
- M. cummingsae Kittel, 2016
- M. cupreatus Dasch, 1971
- M. curvicauda Thomson, 1886
- M. curvulus Thomson, 1886
- M. cuspidatus Lee & Suh, 1993
- M. cuzcoensis Dasch, 1974
- M. cyparissiae Schwenke, 2002
- M. chasseralis Schwenke, 1999
- M. chilensis Dasch, 1974
- M. cholulaensis Dasch, 1974
- M. chrysurus Dasch, 1974
- M. daedalus Dasch, 1974
- M. debilis Dasch, 1974
- M. deceptus Dasch, 1974
- M. declinans Habermehl, 1922
- M. decoratus Wilkinson, 1927
- M. deficiens Dasch, 1974
- M. deletus Dasch, 1971
- M. dentatus Dasch, 1971
- M. dentus Kusigemati, 1985
- M. depressus (Dasch, 1974)
- M. desertorum Dasch, 1974
- M. dessauensis Schwenke, 1999
- M. dilatus Dasch, 1974
- M. dilobatus Schwenke, 1999
- M. dilutus Ratzeburg, 1844
- M. diluvius Schwenke, 1999
- M. dilleri Schwenke, 1999
- M. dimidiator Aubert, 1970
- M. dimidiatus Holmgren, 1860
- M. discitergus (Say, 1835)
- M. discolor Schwenke, 1999
- M. dispar Brischke, 1880
- M. dissimilis Dasch, 1974
- M. dissitus Dasch, 1974
- M. distentus Dasch, 1971
- M. divaricatus Dasch, 1971
- M. divergentus Schwenke, 2002
- M. diversus Dasch, 1974
- M. doleri Schwenke, 1999
- M. dolorosus Marshall, 1877
- M. dolosus Dasch, 1974
- M. dormitorius Brues, 1910
- M. doryssus Dasch, 1974
- M. dreisbachi Dasch, 1971
- M. dumosus Schwenke, 1999
- M. ebenus Dasch, 1974
- M. ecuadorensis Dasch, 1974
- M. eichhorni Schwenke, 1999
- M. ejuncidus Dasch, 1971
- M. elegans Dasch, 1974
- M. elionae Kittel, 2016
- M. elongatus Dasch, 1971
- M. emaciatus Dasch, 1974
- M. ensifer Dasch, 1974
- M. errabundus Hartig, 1838
- M. eruditus Dasch, 1974
- M. erythraeus Dasch, 1971
- M. eusubtilis Schwenke, 2002
- M. eximius Dasch, 1974
- M. expansus Dasch, 1974
- M. exquisitus Schwenke, 1999
- M. exsertus Dasch, 1971
- M. extensator Schwenke, 2002
- M. extensus Dasch, 1974
- M. extraordinarius Schwenke, 1999
- M. extremus Dasch, 1974
- M. facetus Dasch, 1974
- M. faciator Horstmann, 2003
- M. falcatus Dasch, 1974
- M. fallax Dasch, 1974
- M. fastigatus Dasch, 1974
- M. fastuosus Dasch, 1974
- M. femoralis Brischke, 1880
- M. fennicus Schwenke, 1999
- M. ferrugineus Dasch, 1974
- M. filicornis Dasch, 1974
- M. flaemingus Schwenke, 1999
- M. flammeus Dasch, 1974
- M. flavescens Boyer de Fonscolombe, 1852
- M. flavidus Dasch, 1971
- M. flavimaculatus Dasch, 1974
- M. flexus Schwenke, 1999
- M. fluvialis Schwenke, 2002
- M. foersteri Dasch, 1971
- M. formosus Bridgman, 1882
- M. fragilis Morley, 1913
- M. fraterculus Schwenke, 1999
- M. fraudulentus Dasch, 1974
- M. fraxini (Schwenke, 1999)
- M. frigidus Schwenke, 1999
- M. frondosus Schwenke, 1999
- M. fulgurans Curtis, 1833
- M. fulgurator Horstmann, 2006
- M. fuliginatus Dasch, 1971
- M. fulvipes Schwenke, 1999
- M. funestus Dasch, 1974
- M. furvus Dasch, 1974
- M. fuscicornis Brischke, 1880
- M. fuscus Schwenke, 1999
- M. gallicator Aubert, 1963
- M. gardanus Schwenke, 1999
- M. gelidus Dasch, 1971
- M. gemellus Holmgren, 1860
- M. gemmatus Dasch, 1971
- M. georgievi Schwenke, 2004
- M. giaglioneus Schwenke, 1999
- M. gibbosus Schwenke, 1999
- M. giberius (Thunberg, 1822)
- M. gilvus Schwenke, 1999
- M. gladiator Schwenke, 1999
- M. gladiatus Dasch, 1974
- M. glaucus Dasch, 1974
- M. globulator (Thunberg, 1822)
- M. gracilentus Brischke, 1880
- M. gracilis Brischke, 1880
- M. grandidentatus Dasch, 1974
- M. grandisops Dasch, 1971
- M. gravis Schwenke, 1999
- M. grenadensis Ashmead, 1900
- M. haeselbarthi Schwenke, 1999
- M. halticae Schwenke, 1999
- M. hamatus Townes, 1945
- M. hashimotoi Kusigemati, 1985
- M. hastatus Dasch, 1974
- M. hebraicator Aubert, 1970
- M. herero Enderlein, 1914
- M. hesperus Dasch, 1971
- M. heterodon Horstmann, 2006
- M. hidalgoensis Dasch, 1974
- M. hilaris Dasch, 1974
- M. hirticoleus Dasch, 1971
- M. hispanicus (Schwenke, 1999)
- M. hispidus Dasch, 1974
- M. holmgreni Dasch, 1971
- M. hollandicus Schwenke, 2004
- M. horcomollensis Dasch, 1974
- M. horstmanni Schwenke, 1999
- M. hortensis Schwenke, 1999
- M. hungaricus Szepligeti, 1914
- M. hyalinus Dasch, 1974
- M. ibericus Schwenke, 1999
- M. iburganus Schwenke, 1999
- M. ichneutese Uchida, 1955
- M. ignotus Dasch, 1974
- M. illustris Schwenke, 1999
- M. imitatus Dasch, 1971
- M. impiger Tosquinet, 1903
- M. impolitus Dasch, 1974
- M. impunctatus Dasch, 1974
- M. inaequalis Dasch, 1974
- M. inaequidens Dasch, 1971
- M. incae Dasch, 1974
- M. incisus Dasch, 1974
- M. inclusus Schwenke, 2002
- M. incomptus Dasch, 1974
- M. incultus Dasch, 1971
- M. indagator Dasch, 1974
- M. infacetus Dasch, 1974
- M. infensus Dasch, 1974
- M. inflatus Dasch, 1971
- M. infractus Dasch, 1974
- M. infuscatus Dasch, 1971
- M. ingentis Schwenke, 1999
- M. inimicus Dasch, 1974
- M. iniquus Schwenke, 1999
- M. inobseptus Dasch, 1971
- M. insignatus Dasch, 1974
- M. insolitus Dasch, 1974
- M. instriatus Kusigemati, 1985
- M. insularis Schwenke, 1999
- M. integer Dasch, 1974
- M. intermissus Schwenke, 1999
- M. interruptus Kusigemati, 1988
- M. interstitialis Kusigemati, 1985
- M. intonsus Dasch, 1971
- M. inurbanus Dasch, 1974
- M. inversus Schwenke, 1999
- M. iridescens Cresson, 1879
- M. iugosus Schwenke, 2002
- M. iwatensis Uchida, 1928
- M. jacobus Schwenke, 1999
- M. jamaicae Dasch, 1974
- M. japonicus Kusigemati, 1985
- M. jenensis Schwenke, 2002
- M. jenniferae Schwenke, 2002
- M. jihyetanus Kusigemati, 1985
- M. johni Araujo, 2018
- M. jucundus Provancher, 1883
- M. jugicola Strobl, 1904
- M. junctus Dasch, 1974
- M. juranus Schwenke, 1999
- M. kamouraskae Dasch, 1971
- M. kansensis Dasch, 1971
- M. kentuckiensis Dasch, 1971
- M. kirunae Schwenke, 1999
- M. kumatai Kusigemati, 1988
- M. kumganensis Lee & Suh, 1993
- M. kuwayamae Matsumura, 1926
- M. laboriosus Dasch, 1974
- M. lacassus Schwenke, 1999
- M. lacus Schwenke, 1999
- M. laevigatus Dasch, 1974
- M. lanceolatus Schwenke, 1999
- M. lapideus Brues, 1910
- M. lapponicus Thomson, 1885
- M. larentiae Schwenke, 1999
- M. laricis Hartig, 1838
- M. lateralis Dasch, 1974
- M. latus Schwenke, 1999
- M. lautus Dasch, 1974
- M. leviae Kittel, 2016
- M. leviculus Dasch, 1974
- M. lilioceriphilus Schwenke, 2000
- M. limae Dasch, 1974
- M. limbatus Dasch, 1974
- M. liquidus Schwenke, 2002
- M. lituratus Dasch, 1974
- M. lobaticola Benoit, 1955
- M. lobatus Dasch, 1974
- M. longicoleus Dasch, 1974
- M. longidens Dasch, 1974
- M. longidentatus Dasch, 1974
- M. longiscutatus Dasch, 1971
- M. longistigma Schwenke, 2002
- M. longurius Schwenke, 1999
- M. luminis Schwenke, 1999
- M. lunarius Schwenke, 1999
- M. luridipes Schwenke, 1999
- M. luteipes Cresson, 1872
- M. luteocinctus Dasch, 1974
- M. luteolus Dasch, 1974
- M. lydae Ratzeburg, 1848
- M. macilentus Dasch, 1974
- M. macrocephalus Strobl, 1904
- M. macrophyae Schwenke, 1999
- M. macrurus Thomson, 1886
- M. maculatus Dasch, 1974
- M. maculitibia Costa Lima, 1950
- M. madeirensis (Schwenke, 1999)
- M. magnicrus Dasch, 1974
- M. magnus Dasch, 1974
- M. malaiseus Schwenke, 1999
- M. maleficus Dasch, 1971
- M. mandibularis Lee & Suh, 1991
- M. marcapatae Dasch, 1974
- M. martinus Schwenke, 1999
- M. marylandicus Dasch, 1971
- M. masoni Dasch, 1971
- M. matucanae Dasch, 1974
- M. maurus Dasch, 1974
- M. maximus Schwenke, 1999
- M. medius Dasch, 1974
- M. melalophacharopse Kusigemati, 1985
- M. melanothorax Wilkinson, 1927
- M. melinus Dasch, 1974
- M. melleus Cresson, 1872
- M. mellis Schwenke, 1999
- M. mellumiensis Schwenke, 1999
- M. meridionator Aubert, 1966
- M. messaureus Schwenke, 1999
- M. microbathros Kusigemati, 1985
- M. miniatus Dasch, 1974
- M. minowai Uchida, 1929
- M. minutulus Schwenke, 1999
- M. mirabilis Schwenke, 1999
- M. mirandae Dasch, 1974
- M. moabae Dasch, 1971
- M. modestus Dasch, 1974
- M. molestus Dasch, 1974
- M. monacensis Schwenke, 1999
- M. monomaculatus Kusigemati, 1985
- M. montanus Dasch, 1974
- M. montis Schwenke, 1999
- M. moravius (Schwenke, 1999)
- M. morenator Schwenke, 1999
- M. moskwanus Schwenke, 1999
- M. mucronatus Dasch, 1974
- M. multilineatus Dasch, 1974
- M. multipunctatus Dasch, 1974
- M. mulleolus Dasch, 1974
- M. mulleri Schwenke, 1999
- M. muscosus Dasch, 1974
- M. myrtilli Schwenke, 1999
- M. naknekensis Dasch, 1971
- M. naturnsis Schwenke, 2002
- M. necatorius Dasch, 1974
- M. neglectus Dasch, 1974
- M. nematus Schwenke, 2004
- M. nemoralis (Schwenke, 1999)
- M. nemus Schwenke, 2002
- M. nepalensis Kusigemati, 1988
- M. neuquenensis Dasch, 1974
- M. nichelinus Schwenke, 2002
- M. niger (Kusigemati, 1967)
- M. nigrifemoratus Dasch, 1974
- M. nigrithorax Kiss, 1926
- M. nigritulus Dasch, 1974
- M. nikolauseus Schwenke, 2004
- M. nitidus Schwenke, 1999
- M. nkulius Benoit, 1955
- M. noctivagus Viereck, 1905
- M. norrbyneus Schwenke, 1999
- M. notialis Dasch, 1974
- M. novateutoniae Dasch, 1974
- M. nox Morley, 1926
- M. noxiosus Dasch, 1974
- M. nuncupator (Panzer, 1800)
- M. oaxacae Dasch, 1974
- M. obliterator Aubert, 1965
- M. obliteratus Dasch, 1971
- M. oblitus Dasch, 1974
- M. obscurus Dasch, 1974
- M. obsoletus Dasch, 1971
- M. ocellatus Brischke, 1880
- M. olerum Curtis, 1833
- M. olitorius Schwenke, 1999
- M. ontariensis Dasch, 1971
- M. opacus Schwenke, 1999
- M. oppacheus Schwenke, 1999
- M. oranae (Schwenke, 1999)
- M. oranjeanus Schwenke, 2004
- M. orbis Schwenke, 1999
- M. orbitalis Holmgren, 1860
- M. orestes Dasch, 1974
- M. orientalis (Viereck, 1912)
- M. ornatus Wilkinson, 1927
- M. oshobotrianus Schwenke, 2002
- M. ottawaensis (Harrington, 1892)
- M. ovimaculatus Schwenke, 1999
- M. owenae Schwenke, 1999
- M. oxfordensis Schwenke, 1999
- M. palanderi Holmgren, 1869
- M. palinensis Dasch, 1974
- M. palmaricus Dasch, 1974
- M. palus Schwenke, 1999
- M. palliolatus Dasch, 1974
- M. pallipes Brischke, 1880
- M. panamensis Dasch, 1974
- M. paraensis Dasch, 1974
- M. parallelus Dasch, 1971
- M. parilis Kusigemati, 1988
- M. parvioculatus Schwenke, 1999
- M. parvus Dasch, 1971
- M. pascuus Schwenke, 1999
- M. paulus Dasch, 1971
- M. pectinatus Szepligeti, 1901
- M. pectinellus Horstmann, 2006
- M. pectinipes Bridgman, 1883
- M. pektusanus Lee & Suh, 1993
- M. peltatus Dasch, 1971
- M. pelvis Schwenke, 2002
- M. pentagonalis Dasch, 1974
- M. peremptor Dasch, 1974
- M. perforatus Schwenke, 2002
- M. perniciosus Viereck, 1911
- M. personatus Dasch, 1971
- M. perticatus Schwenke, 1999
- M. perugianus Schwenke, 1999
- M. peruvianus Dasch, 1974
- M. petilus Dasch, 1974
- M. petiolaris Brischke, 1880
- M. petiolus Schwenke, 2002
- M. pharaonis Schwenke, 1999
- M. philippinensis Ashmead, 1904
- M. phyllodectae Schwenke, 1999
- M. piceanus Schwenke, 1999
- M. piceus Dasch, 1974
- M. picticrus Thomson, 1886
- M. pictilis Holmgren, 1860
- M. piemontensis Schwenke, 1999
- M. pieridicola (Packard, 1881)
- M. pilicornis (Cameron, 1907)
- M. pilosus Dasch, 1974
- M. pinarae Girault, 1932
- M. pini Schwenke, 1999
- M. pizzighettoneus Schwenke, 1999
- M. placitus Dasch, 1974
- M. planus Dasch, 1974
- M. platygorytos Dasch, 1971
- M. plebejanus Schwenke, 1999
- M. plumosus Dasch, 1971
- M. politus Gravenhorst, 1829
- M. polonius (Schwenke, 1999)
- M. postfurcalis Kokujev, 1927
- M. praeclarus Dasch, 1974
- M. probus Benoit, 1955
- M. procerus Dasch, 1974
- M. prolatus Dasch, 1971
- M. prolixus Dasch, 1974
- M. prominens Dasch, 1974
- M. properatus Dasch, 1974
- M. prothoracicus Schwenke, 1999
- M. provocator Aubert, 1965
- M. pueblicus Dasch, 1974
- M. pullatus Dasch, 1974
- M. pullus Schwenke, 1999
- M. pumilionis Schwenke, 1999
- M. pumilus Dasch, 1974
- M. punctifrons Dasch, 1971
- M. punctipleuris Thomson, 1886
- M. pungens Schwenke, 1999
- M. pusillus Dasch, 1974
- M. puteolus Dasch, 1974
- M. pyramideus Schwenke, 1999
- M. pyrenaeus Schwenke, 1999
- M. quercus Schwenke, 2004
- M. rallus Dasch, 1974
- M. rapae Schwenke, 1999
- M. recurvatus Dasch, 1971
- M. reflexus Dasch, 1974
- M. remotus Dasch, 1974
- M. repandus Dasch, 1974
- M. restrictus Dasch, 1971
- M. revocatus Brues, 1910
- M. rhadinus Dasch, 1974
- M. rilaensis Schwenke, 2002
- M. riparius Schwenke, 1999
- M. rivanus Schwenke, 1999
- M. robustus Schwenke, 1999
- M. roccanus Schwenke, 1999
- M. rubeculus Hartig, 1838
- M. rubidus Dasch, 1974
- M. rubranotatus Kusigemati, 1985
- M. rudis Dasch, 1974
- M. ruficornis Brischke, 1880
- M. rufithorax Dasch, 1974
- M. rufoniger Brischke, 1880
- M. rufopetiolatus Schwenke, 1999
- M. rugatus Lee & Suh, 1993
- M. rupesus Schwenke, 1999
- M. russatus Dasch, 1974
- M. russicus (Schwenke, 1999)
- M. rusticus Dasch, 1974
- M. rutilus Schwenke, 2002
- M. sabulosus Dasch, 1971
- M. sacromontis (Schwenke, 1999)
- M. salicis Thomson, 1886
- M. samarae Schwenke, 1999
- M. sardegnae Schwenke, 1999
- M. savoianus Schwenke, 2004
- M. sawoniewiczi Schwenke, 1999
- M. scabrosus Dasch, 1971
- M. scandinavicus Schwenke, 1999
- M. scaramozzinoi Schwenke, 1999
- M. scopulus Schwenke, 1999
- M. scorteus Dasch, 1974
- M. scrobiculatus Dasch, 1974
- M. sculpturatus Benoit, 1955
- M. scutellaris Schwenke, 2004
- M. schwarzi Schwenke, 1999
- M. sedis Schwenke, 1999
- M. semirufus Holmgren, 1860
- M. seniculus Dasch, 1974
- M. seorakensis Lee & Suh, 1997
- M. septentrionalis Schwenke, 1999
- M. seyrigi Schwenke, 2002
- M. sicculus Dasch, 1974
- M. similaris Dasch, 1974
- M. similis Schwenke, 2002
- M. sinaloensis Dasch, 1974
- M. sincerus Schwenke, 1999
- M. skaneus Schwenke, 1999
- M. slawicus Schwenke, 1999
- M. smithae Kittel, 2016
- M. soderlundi Schwenke, 1999
- M. solidus Dasch, 1971
- M. solitarius Dasch, 1974
- M. solus Schwenke, 1999
- M. sordidus Schwenke, 1999
- M. speciosus Dasch, 1974
- M. spessartaeus Schwenke, 1999
- M. spilotus Dasch, 1974
- M. spinosus Dasch, 1971
- M. stenotus Dasch, 1974
- M. sternalis Schwenke, 1999
- M. stigmator (Thunberg, 1822)
- M. stigmatus Kusigemati, 1985
- M. strigosus Dasch, 1974
- M. stubaianus Schwenke, 2004
- M. styriacus Schwenke, 2002
- M. subfuscus Schwenke, 1999
- M. sublimis Schwenke, 1999
- M. subtilis Dasch, 1974
- M. subulatus Dasch, 1974
- M. sufflatus Schwenke, 1999
- M. sulcatus Dasch, 1971
- M. sulcifer Dasch, 1974
- M. sulphuripes Brischke, 1880
- M. suomiensis Schwenke, 1999
- M. superbus Schwenke, 1999
- M. surinamensis Dasch, 1974
- M. svenssoni Schwenke, 1999
- M. tachinae Ashmead, 1898
- M. tachinidaeus Schwenke, 2002
- M. tachypus Holmgren, 1860
- M. taeniatus Dasch, 1974
- M. taiwanensis Kusigemati, 1985
- M. takizawai Kusigemati, 1985
- M. tantillus Dasch, 1971
- M. tarnabyanus Schwenke, 1999
- M. tattakensis Uchida, 1933
- M. temporalis Thomson, 1886
- M. tenebricosus Dasch, 1974
- M. tenthredinidis Schwenke, 1999
- M. tenuigaster (Schwenke, 1999)
- M. tenuigenae Schwenke, 1999
- M. tenuis Schwenke, 1999
- M. tenuiscapus Thomson, 1886
- M. terebratus Schwenke, 1999
- M. terminalis Dasch, 1974
- M. terrosus Brues, 1910
- M. testaceus Gravenhorst, 1829
- M. tetricus Holmgren, 1860
- M. tibialis Schwenke, 2002
- M. tipularius Gravenhorst, 1829
- M. torosus Dasch, 1974
- M. totonacus Cresson, 1872
- M. townesi Schwenke, 1999
- M. transversus Dasch, 1971
- M. trentinus Schwenke, 1999
- M. triangularis Dasch, 1974
- M. triangulus Schwenke, 1999
- M. trifoveatus Schwenke, 2004
- M. triquetrus Dasch, 1974
- M. trisulcatus Viereck, 1912
- M. trossulus Dasch, 1974
- M. tuberculiger Thomson, 1886
- M. tucumanensis Dasch, 1974
- M. tumidifrons Dasch, 1971
- M. tumidus Dasch, 1974
- M. tundracolus Dasch, 1971
- M. turbidus Schwenke, 1999
- M. turgidus Dasch, 1974
- M. tyroliensis Schwenke, 1999
- M. ukiahensis Dasch, 1971
- M. unicarinatus Dasch, 1971
- M. unicinctor (Thunberg, 1824)
- M. uniformis Cresson, 1872
- M. vafer Dasch, 1974
- M. valdierius Schwenke, 1999
- M. validus Dasch, 1971
- M. varianus Dasch, 1971
- M. varius Schwenke, 1999
- M. vejanus Schwenke, 1999
- M. velatus Dasch, 1974
- M. velox Holmgren, 1860
- M. veluminis Schwenke, 1999
- M. venerandus Schwenke, 1999
- M. venustus Dasch, 1974
- M. veracruzi Dasch, 1974
- M. verecundus Dasch, 1974
- M. versicolor Dasch, 1974
- M. versiculus Dasch, 1974
- M. versuranus Schwenke, 1999
- M. versutus Dasch, 1974
- M. vetulus Dasch, 1974
- M. viator Schwenke, 2004
- M. villosus Dasch, 1974
- M. vinnulus Dasch, 1974
- M. virgatus Schwenke, 1999
- M. vittator (Zetterstedt, 1838)
- M. vitticollis Holmgren, 1860
- M. windsorianus Schwenke, 2004
- M. xanthurus Dasch, 1974
- M. yosemite Dasch, 1971
- M. zoerneri Schwenke, 1999
- M. zonatus Dasch, 1974
- M. zwakhalsi Schwenke, 2004
- M. zwettleus Schwenke, 1999
- M. zygaenae Schwenke, 1999
- M. zyganaus Schwenke, 1999